# UCI Asia Tour 2017
L'UCI Asia Tour 2017 è stata la tredicesima edizione dell'UCI Asia Tour, uno dei cinque circuiti continentali di ciclismo dell'Unione Ciclistica Internazionale. Era composto da trenta corse che si sono tenute ottobre 2016 e ottobre 2017 in Asia, tra le quali le quattro gare dei campionati asiatici di ciclismo su strada.

## Calendario

### Ottobre 2016
| Data  | Prova                              | Cat. | Vincitore       | Squadra                    |
| ----- | ---------------------------------- | ---- | --------------- | -------------------------- |
| 22-30 | Tour of Hainan                     | 2.HC | Alexey Lutsenko | Astana                     |
| 25-28 | Sharjah International Cycling Tour | 2.1  | Adil Jelloul    | Skydive Dubai-Al Ahli Club |
| 25-28 | UAE Cup                            | 1.1  | Siarhei Papok   | Minsk CC                   |

### Novembre 2016
| Data  | Prova                             | Cat. | Vincitore       | Squadra                    |
| ----- | --------------------------------- | ---- | --------------- | -------------------------- |
| 2     | Tour of Yancheng Coastal Wetlands | 1.2  | Jakub Mareczko  | Wilier Triestina-Southeast |
| 5-12  | Tour of Taihu Lake                | 2.1  | Leonardo Duque  | Delko                      |
| 13    | Tour de Okinawa                   | 1.2  | Nariyuki Masuda | Utsunomiya Blitzen         |
| 16-20 | Tour of Fuzhou                    | 1.2  | Rahim Ememi     | Pishgaman Giant            |

### Gennaio
| Data | Prova             | Cat. | Vincitore     | Squadra           |
| ---- | ----------------- | ---- | ------------- | ----------------- |
| 31-4 | Dubai Tour (2017) | 2.HC | Marcel Kittel | Quick-Step Floors |

### Febbraio
| Data  | Prova                       | Cat. | Vincitore    | Squadra             |
| ----- | --------------------------- | ---- | ------------ | ------------------- |
| 14-19 | Tour of Oman (2017)         | 2.HC | Ben Hermans  | BMC Racing Team     |
| 18-21 | Le Tour de Filipinas (2017) | 2.2  | Jai Crawford | Kinan Cycling Team  |
| 22-1  | Tour de Langkawi (2017)     | 2.HC | Ryan Gibbons | Team Dimension Data |

### Marzo
| Data  | Prova           | Cat. | Vincitore       | Squadra            |
| ----- | --------------- | ---- | --------------- | ------------------ |
| 26-30 | Tour de Taiwan  | 2.1  | Benjamín Prades | Team Ukyo          |
| 31-2  | Tour de Tochigi | 2.2  | Benjamin Hill   | Attaque Team Gusto |

### Aprile
| Data | Prova            | Cat. | Vincitore       | Squadra            |
| ---- | ---------------- | ---- | --------------- | ------------------ |
| 1-6  | Tour of Thailand | 2.1  | Yevgeniy Gidich | Vino-Astana Motors |
| 1-6  | Tour du Lombok   | 2.1  | Nathan Earle    | Team Ukyo          |

### Maggio
| Data  | Prova                | Cat. | Vincitore   | Squadra   |
| ----- | -------------------- | ---- | ----------- | --------- |
| 6     | Tour of Aktau        | 1.2  | annullato   | annullato |
| 20-22 | Tour of Quanzhou Bay | 2.2  | annullato   | annullato |
| 21-28 | Tour of Japan        | 2.1  | Óscar Pujol | Team Ukyo |

### Giugno
| Data  | Prova          | Cat. | Vincitore            | Squadra            |
| ----- | -------------- | ---- | -------------------- | ------------------ |
| 1-4   | Tour de Kumano | 2.2  | Jose Vicente Toribio | Matrix Powertag    |
| 14-18 | Tour de Korea  | 2.1  | Min Kyeong-ho        | Seoul Cycling Team |

### Luglio
| Data  | Prova                | Cat. | Vincitore         | Squadra                        |
| ----- | -------------------- | ---- | ----------------- | ------------------------------ |
| 1     | Tour d'Astana        | 2.1  | annullato         | annullato                      |
| 14-19 | Tour de Florès       | 2.2  | Thomas Lebas      | Kinan                          |
| 16-29 | Tour of Qinghai Lake | 2.HC | Jonathan Monsalve | Qinghai Tianyoude Cycling Team |

### Agosto
| Data  | Prova           | Cat. | Vincitore   | Squadra            |
| ----- | --------------- | ---- | ----------- | ------------------ |
| 25-27 | Tour de Xingtai | 2.2  | Jacob Rathe | Jelly Belly-Maxxis |

### Settembre
| Data  | Prova            | Cat. | Vincitore       | Squadra                            |
| ----- | ---------------- | ---- | --------------- | ---------------------------------- |
| 8-10  | Tour de Hokkaido | 2.2  | Marcos García   | Team Kinan                         |
| 10-17 | Tour of China I  | 2.1  | Liam Bertazzo   | Wilier Triestina-Selle Italia      |
| 18-22 | Tour de Molvccas | 2.2  | Marcus Culey    | St George Continental Cycling Team |
| 19-24 | Tour of China II | 2.1  | Kevin Rivera    | Androni-Sidermec-Bottecchia        |
| 27-30 | Tour de l'Ijen   | 2.2  | Davide Rebellin | Kuwait-Cartucho.es                 |
| 30-01 | Tour of Almaty   | 2.1  | Alexey Lutsenko | Astana Pro Team                    |

### Ottobre
| Data  | Prova                                              | Cat. | Vincitore            | Squadra                         |
| ----- | -------------------------------------------------- | ---- | -------------------- | ------------------------------- |
| 3-7   | Jelajah Malaysia                                   | 2.2  | Brendon Davids       | Oliver's Real Food Racing       |
| 8     | Sun Hung Kai Properties Hong Kong Challenge (2017) | 1.1  | Matej Mohorič        | Bahrain-Merida                  |
| 8-13  | Tour of Iran (Azarbaijan) (2017)                   | 2.1  | Rob Ruijgh           | Tarteletto-Isorex               |
| 10-17 | Tour of Taihu Lake                                 | 2.1  | Jakub Mareczko       | Wilier Triestina-Selle Italia   |
| 17-21 | Tour de Selangor                                   | 2.2  | Muhamad Zawawi Azman | Team Sapura Cycling             |
| 22    | Japan Cup (2017)                                   | 1.1  | Marco Canola         | Nippo-Vini Fantini-Europa Ovini |

## Classifiche
Classifiche finali
| Pos. | Corridore       | Squadra          | Punti |
| ---- | --------------- | ---------------- | ----- |
| 1    | Mauricio Ortega | RTS-Monton       | 416   |
| 2    | Aleksej Lucenko | Astana           | 414   |
| 3    | Jakub Mareczko  | Wilier Triestina | 390   |
| 4    | Benjamín Prades | Team Ukyo        | 365   |
| 5    | Yevgeniy Gidich | Vino-Astana      | 352   |
| 6    | Marco Canola    | Nippo-Fantini    | 287   |
| 7    | Park Sang-hong  | LX Cycling Team  | 282   |
| 8    | Matej Mohorič   | UAE Emirates     | 275   |
| 9    | Marcel Kittel   | Quick-Step       | 270   |
| 10   | Ryan Gibbons    | Dimension D.     | 270   |

| Pos. | Squadra                         | Punti  |
| ---- | ------------------------------- | ------ |
| 1    | Team Ukyo                       | 1 374  |
| 2    | Wilier Triestina-Selle Italia   | 1 219  |
| 3    | IsoWhey Sports-Swiss Wellness   | 807    |
| 4    | Pishgaman Cycling Team          | 769    |
| 5    | Nippo-Vini Fantini-Europa Ovini | 700    |
| 6    | Tabriz Shahrdari                | 698    |
| 7    | Kinan Cycling Team              | 623    |
| 8    | RTS-Monton Racing               | 521    |
| 9    | Androni Giocattoli-Sidermec     | 507,5  |
| 10   | Minsk Cycling Club              | 485,25 |

| Pos. | Nazione             | Punti |
| ---- | ------------------- | ----- |
| 1    | Kazakistan          | 1 547 |
| 2    | Iran                | 1 005 |
| 3    | Giappone            | 980   |
| 4    | Corea del Sud       | 796   |
| 5    | Hong Kong           | 576   |
| 6    | Cina                | 479   |
| 7    | Mongolia            | 440   |
| 8    | Emirati Arabi Uniti | 227   |
| 9    | Malaysia            | 192   |
| 10   | Uzbekistan          | 191   |